# 東かの里町
東かの里町（ひがしかのさとちょう）は、愛知県名古屋市中川区の地名。丁番を持たない単独町名である。住居表示未実施。

## 地理
名古屋市中川区の西部に位置し、東に榎津西町と榎松町と江松西町、西にかの里、北に供米田と接する。

## 世帯数と人口
2019年（平成31年）4月1日現在の世帯数と人口は以下の通りである。
| 町丁       | 世帯数 | 人口  |
| ---------- | ------ | ----- |
| 東かの里町 | 82世帯 | 227人 |

### 人口の変遷
国勢調査による人口の推移
| 1995年（平成7年）  | 94人  | [ 6 ]  |  |
| 2000年（平成12年） | 135人 | [ 7 ]  |  |
| 2005年（平成17年） | 114人 | [ 8 ]  |  |
| 2010年（平成22年） | 158人 | [ 9 ]  |  |
| 2015年（平成27年） | 213人 | [ 10 ] |  |

## 学区
市立小・中学校に通う場合、学校等は以下の通りとなる。また、公立高等学校に通う場合の学区は以下の通りとなる。
| 番・番地等 | 小学校               | 中学校                 | 高等学校 |
| ---------- | -------------------- | ---------------------- | -------- |
| 全域       | 名古屋市立豊治小学校 | 名古屋市立供米田中学校 | 尾張学区 |

## 施設

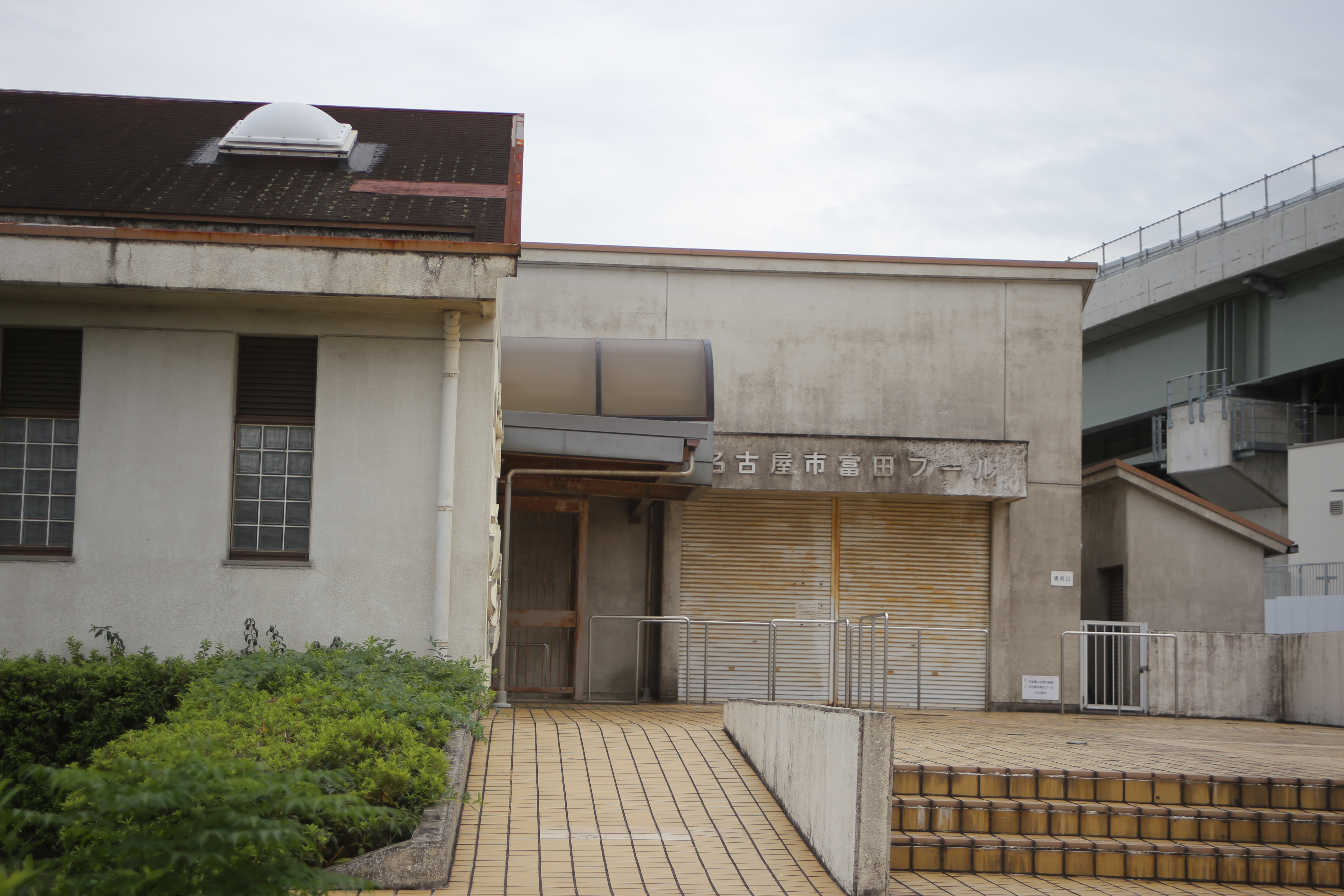
刎畑公園
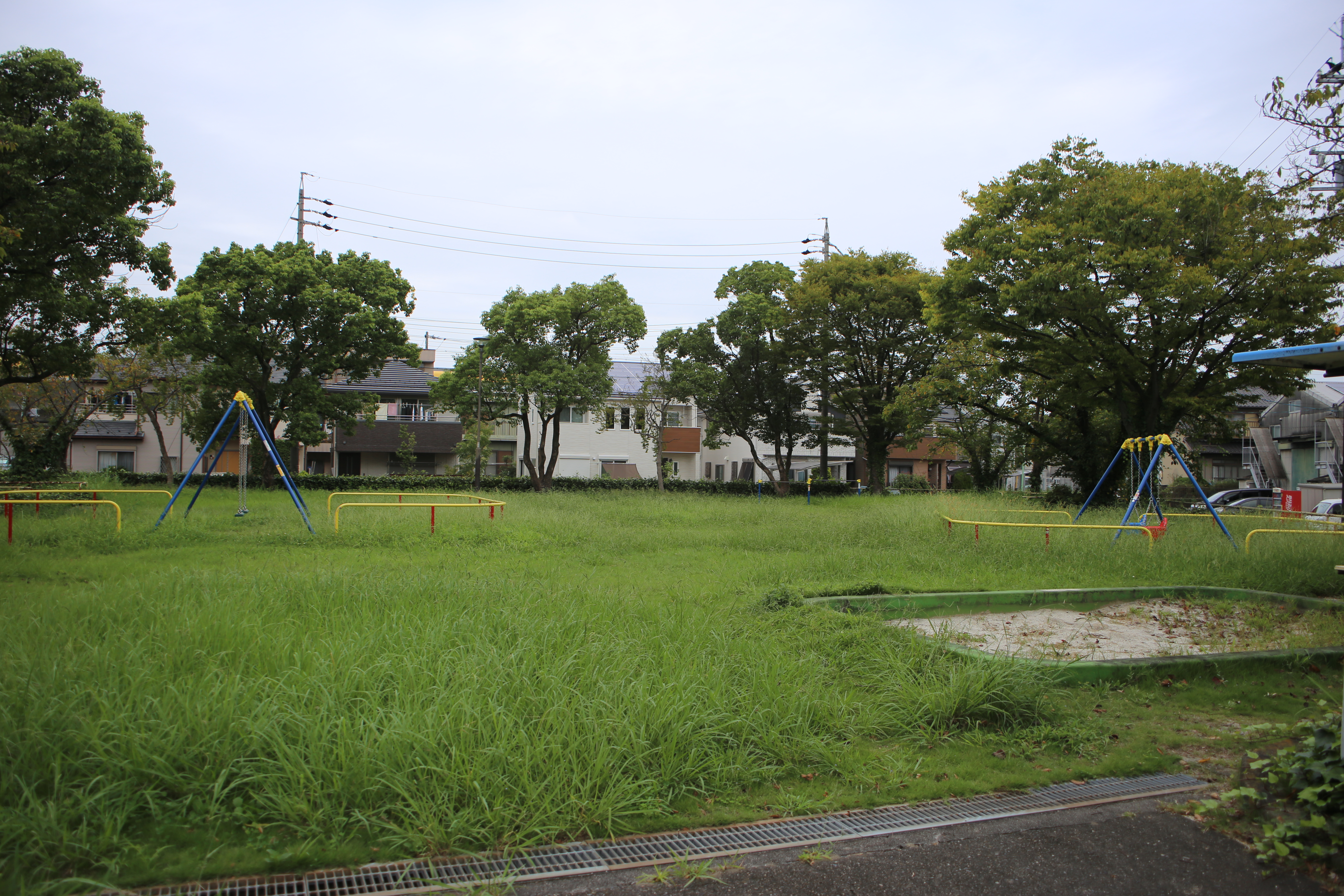
名古屋市富田プール

- 名古屋市富田プール
- 刎畑公園

## その他

### 日本郵便
- 郵便番号 : 454-0958[3]（集配局：中川郵便局[13]）。